# Copa Cataluña de fútbol 2015-16
La Copa Cataluña de Fútbol 2015-16 fue la edición número 27ª edición del campeonato regional, el cual comenzó el 31 de julio de 2015 y finalizó el 30 de marzo de 2016. El torneo contó con la participación de equipos de la Segunda, Segunda B, Tercera y Primera Catalana. 
La definición del campeonato se jugó en el estadio Nova Creu Alta de Sabadell entre el C. E. Sabadell F. C. y el F. C. Barcelona "B".

## Formato
Los equipos que participan, compiten en eliminatorias a partido único que en caso de empate se procederá a los tiros de penal. La disputa de los encuentros se realizará prioritariamente en el campo del equipo de inferior categoría, en caso de que los equipos sean de la misma se realizará un sorteo. A medida que se avance de fase, se irán sumando los equipos de divisiones superiores.

## Torneo

### Primera fase
El sorteo de la primera fase se realizó el 23 de julio, además el C. F. Reus Deportiu se clasificó directamente a la segunda fase.
| 31 de julio de 2015, 20:30 | F. C. Vilafranca       | 2:1 (0:1) | Gimnàstic de Tarragona | Camp Municipal d'Esports, Villafranca del Panadés |                            |
|                            | Moreno 84' · Bueno 89' | Reporte   | Martínez 20'           | Árbitro(s): Calle Martínez                        | Árbitro(s): Calle Martínez |

| 1 de agosto de 2015, 19:00 | Santfeliuenc F. C.                              | 1:3 (1:2) | U. E. Cornellà                                       | Municipal Les Grases, San Feliú de Llobregat |                             |
|                            | Faura 30' · Cano 30' · Campos 33' · Pacheco 41' | Reporte   | Gallego 20', 79', 82' < · García 37' · Rodríguez 43' | Árbitro(s): Castellet Juliá                  | Árbitro(s): Castellet Juliá |

| 1 de agosto de 2015, 19:00 | C. E. Europa                                                             | 1:0 (0:0) | R. C. D. Espanyol B                               | Nou Sardenya, Barcelona     |                             |
|                            | González 31' · Bea 49' · Cano 55' · Alex 71' · Cassaro 81' · Padilla 87' | Reporte   | Serrano 13' · Ripoll 17' · Martin 72' · Galas 89' | Árbitro(s): Calderiña Pavón | Árbitro(s): Calderiña Pavón |

| 1 de agosto de 2015, 19:00 | C. E. Júpiter | 1:1 (1:1) (4:3 p.) | F. C. Martinenc          | Municipal Jupiter, Barcelona |                              |
|                            | Reina 8'      | Reporte            | Valero 12' · Esteban 49' | Árbitro(s): Carrillo Vilchez | Árbitro(s): Carrillo Vilchez |

| 1 de agosto de 2015, 19:00 | C. D. Masnou | 0:0 (2:4 p.) | Palamós C. F.            | Municipal del Masnou, El Masnou |                              |
|                            |              | Reporte      | Pastor 51' · Barrera 76' | Árbitro(s): Carballo Vázquez    | Árbitro(s): Carballo Vázquez |

| 1 de agosto de 2015, 19:30 | C. F. Montañesa                                                | 1:2 (0:0) | U. E. Sant Andreu                                               | Municipal Trinitat Vella, Barcelona |                              |
|                            | Llorca 1' · Dalmau 5' · Giménez 53' · Estévez 71' · Joshua 86' | Reporte   | Cortés 1', 53' · Yague 4' · Pluvins 13' · Hugo 27' · Borges 71' | Árbitro(s): Ferrero Mansilla        | Árbitro(s): Ferrero Mansilla |

| 1 de agosto de 2015, 20:00 | C. F. Peralada                      | 0:0 (3:5 p.) | U. E. Figueres        | Municipal de Perelada, Perelada |                           |
|                            | Durán 58' · Freixas 64' · Mateo 82' | Reporte      | Pelach 59' · Maso 66' | Árbitro(s): Llopart Carbó       | Árbitro(s): Llopart Carbó |

| 1 de agosto de 2015, 20:00 | F. C. Ascó                               | 1:1 (0:0) (2:4 p.) | Lleida Esportiu        | Municipal d'Ascó, Ascó       |                              |
|                            | Cristino 33' · Colinas 75' · Montané 88' | Reporte            | Godia 70' · Suárez 75' | Árbitro(s): Guijarro Álvarez | Árbitro(s): Guijarro Álvarez |

| 1 de agosto de 2015, 20:30 | A. E. C. Manlleu | 0:1 (0:0) | U. E. Olot                   | Municipal de Manlleu, Manlleu |                            |
|                            | Esteve 61'       | Reporte   | N'Diaye 11' · Serramitja 89' | Árbitro(s): López Carballo    | Árbitro(s): López Carballo |

| 2 de agosto de 2015, 19:00 | C. F. Gavà            | 0:1 (0:0) | U. E. Castelldefels           | La Bòbila, Gavá               |                               |
|                            | Jaime 58' · Pujol 89' | Reporte   | Roig 41' · Bonastre 62' , 65' | Árbitro(s): Rodríguez Enrique | Árbitro(s): Rodríguez Enrique |

| 2 de agosto de 2015, 19:00 | Terrassa F. C.                     | 0:1 (0:0) | U. E. Rubí                                                     | Olímpic de Terrassa, Tarrasa |                              |
|                            | Peña 25' · Jiménez 60' · Pérez 66' | Reporte   | Estrada 28' · Campos 40' · Domínguez 87' · Romo 88' · Beas 89' | Árbitro(s): Montoro Ferreiro | Árbitro(s): Montoro Ferreiro |

| 2 de agosto de 2015, 19:00 | Cerdanyola del Vallès                              | 1:0 (1:0) | C. F. Badalona | Municipal Les Fontetes, Sardañola del Vallés |                            |
|                            | Gines 25' · Valderas 48' · Cuadras 64' · López 84' | Reporte   | Canelada 35'   | Árbitro(s): Carrero Romera                   | Árbitro(s): Carrero Romera |

| 2 de agosto de 2015, 20:00 | A. E. Prat                                                    | 2:0 (1:0) | C. E. L'Hospitalet   | Polideportivo Municipal Sagnier, El Prat de Llobregat |                       |
|                            | Fuentes 45' · Andreu 50' · Lara 70' · Bandeh 71' · Molins 80' | Reporte   | Via 44' · Medina 88' | Árbitro(s): Díaz Díaz                                 | Árbitro(s): Díaz Díaz |

### Segunda fase
Los horarios y emparejamientos se hicieron el 4 de agosto.
| 8 de agosto de 2015, 19:30 | U. E. Castelldefels                                    | 1:2 (1:2) | F. C. Vilafranca                                                                          | Municipal Els Canyars, Castelldefels |                            |
|                            | Martin 10' · Conesa 24', 24' · Infante 27' · Calvo 85' | Reporte   | Santi Triguero 16' · Bueno 34' · Casas 35', 41' · Fontanils 50' · Marcos 81' · Medina 90' | Árbitro(s): Vidal Clermont           | Árbitro(s): Vidal Clermont |

| 8 de agosto de 2015, 20:00 | A. E. Prat               | 0:0 (4:5 p.) | U. E. Cornellà              | Polideportivo Municipal Sagnier, El Prat de Llobregat |                           |
|                            | Lario 72' · Albarrán 81' | Reporte      | Gallego 25' · Fernández 48' | Árbitro(s): García Fuster                             | Árbitro(s): García Fuster |

| 8 de agosto de 2015, 20:00 | U. E. Figueres                  | 1:0 (0:0) | U. E. Olot     | Municipal de Vilatenim, Figueras |                            |
|                            | Pelach · Venzal · Del Campo 82' | Reporte   | N'Diaye · Kike | Árbitro(s): García Verdura       | Árbitro(s): García Verdura |

| 9 de agosto de 2015, 19:30 | Cerdanyola del Vallès | 0:0 (5:4 p.) | Palamós C. F. | Municipal Les Fontetes, Sardañola del Vallés |                          |
|                            | Serrano 84'           | Reporte      | Matamala 35'  | Árbitro(s): Martin Varas                     | Árbitro(s): Martin Varas |

| 9 de agosto de 2015, 20:00 | C. F. Reus Deportiu                   | 2:1 (1:1) | Lleida Esportiu                          | Municipal de Reus, Reus   |                           |
|                            | Hernández 20' · Olmo 32' · Moyano 59' | Reporte   | Colinas 8', 48' · Senar 23' · Fuster 66' | Árbitro(s): Muñoz Baquero | Árbitro(s): Muñoz Baquero |

| 11 de agosto de 2015, 19:00 | C. E. Júpiter                 | 0:2 (0:1) | C. E. Europa                              | Municipal Jupiter, Barcelona |                             |
|                             | Rodríguez 27' · Escribano 89' | Reporte   | Rita 33', 67' · González 40' · Lozano 87' | Árbitro(s): Gonzales Moreno  | Árbitro(s): Gonzales Moreno |

| 11 de agosto de 2015, 19:30 | U. E. Rubí                                                                       | 3:2 (0:0) | U. E. Sant Andreu               | Municipal de Can Rosés, Rubí |                           |
|                             | Mendoza 36' · Cañaveras 47' · Campos 70' · López 75' · Carrasco 82' · Morell 86' | Reporte   | Hugo 24' , 56' · Yague 60', 62' | Árbitro(s): Mancena Antón    | Árbitro(s): Mancena Antón |

### Tercera fase
El U. E. Rubí se clasificó directamente a los cuartos de final del torneo.
| 15 de agosto de 2015, 20:00 | U. E. Figueres            | 1:0 (1:0) | Cerdanyola del Vallès                                 | Municipal de Vilatenim, Figueras |                           |
|                             | Del Campo 24' · Vidal 66' | Reporte   | López 19' · Fernández 65' · Cuadras 73' · Sánchez 86' | Árbitro(s): López Morente        | Árbitro(s): López Morente |

| 16 de agosto de 2015, 19:00 | F. C. Vilafranca                                                      | 1:1 (1:1) (5:6 p.) | C. F. Reus Deportiu                                                                             | Camp Municipal d'Esports, Villafranca del Panadés |                              |
|                             | Casas 17', 20' · Medina 43' · Fontanils 57' · Bueno 89' · Merchán 89' | Reporte            | Alvares 13', 70' · Folch 21' · Hernández 56' · Soares 60' · Marin 75' · Olmo 76' · Colorado 88' | Árbitro(s): Molina Fernández                      | Árbitro(s): Molina Fernández |

| 16 de agosto de 2015, 19:00 | C. E. Europa                 | 0:1 (0:1) | U. E. Cornellà                                                                     | Nou Sardenya, Barcelona    |                            |
|                             | Bea 29' · Dot 42' · Alex 73' | Reporte   | Vélez 3', 6' · Rodríguez 66' · García 66' · Marti 70' · Sergio 76' · Fernández 88' | Árbitro(s): Romero Freixas | Árbitro(s): Romero Freixas |

### Cuartos de final
La definición de las parejas se hizo el 31 de agosto.
| 30 de septiembre de 2015, 21:00 | U. E. Cornellà                      | 0:1 (0:1) | Girona F. C.             | Municipal de la Via Fèrria, Cornellá de Llobregat |                               |
|                                 | Uchenwa 21' · Egea 63' · Sergio 85' | Reporte   | Serrano 15' · Ferron 75' | Árbitro(s): Fernández Morillo                     | Árbitro(s): Fernández Morillo |

| 7 de octubre de 2015, 20:00 | U. E. Rubí                                          | 1:0 (1:0) | U. E. Llagostera                        | Municipal de Can Rosés, Rubí |                             |
|                             | Dell'Isola 14' · López 17' · Grau 25' · Mendoza 80' | Reporte   | Batchilly 11' · Martínez 65' · Imaz 77' | Árbitro(s): Bartomeu García  | Árbitro(s): Bartomeu García |

| 7 de octubre de 2015, 20:30 | C. F. Reus Deportiu      | 1:2 (1:1) | C. E. Sabadell F. C.   | Municipal de Reus, Reus     |                             |
|                             | Rodríguez 29' · Cruz 72' | Reporte   | Ruiz 18' · Cortell 89' | Árbitro(s): Albelda Barcena | Árbitro(s): Albelda Barcena |

| 7 de octubre de 2015, 21:00 | U. E. Figueres                     | 0:0 (1:3 p.)               | F. C. Barcelona "B"                                             | Municipal de Vilatenim, Figueras |                            |
|                             | Varese 14' · Costa 76' · Vidal 88' | Reporte                    | Godswill 20' · Macky 24' · Gumbau 70' · Samper 81' · Dongou 86' | Árbitro(s): García Verdura       | Árbitro(s): García Verdura |
|                             |                                    | Tiros desde el punto penal |                                                                 |                                  |                            |
|                             | Chicho · Romero · Pedro · Venzal   |                            | Quintillà · Cámara · Gumbau                                     |                                  |                            |

### Semifinales
La definición de los emparejamientos se realizó el 15 de octubre.
| 11 de noviembre de 2015, 21:00 | F. C. Barcelona "B" | 1:0 (0:0) | Girona F. C.                                                    | Mini Estadi, Barcelona                                   |                                                          |
|                                | Carbonell 84'       | Reporte   | Amagat 30' · Richy 73' · Alcaraz 74' · Alcalá 81' · Granell 82' | Asistencia: 511 espectadores Árbitro(s): Congost Larrosa | Asistencia: 511 espectadores Árbitro(s): Congost Larrosa |

| 8 de diciembre de 2015, 12:00 | U. E. Rubí                    | 0:0 (2:4 p.)               | C. E. Sabadell F. C.                              | Municipal de Can Rosés, Rubí                          |                                                       |
|                               | Grau 40' · López 69'          | Reporte                    | Forniés 42' · Adama 50' · Adama 68' · Toscano 88' | Asistencia: 300 espectadores Árbitro(s): García Rosel | Asistencia: 300 espectadores Árbitro(s): García Rosel |
|                               |                               | Tiros desde el punto penal |                                                   |                                                       |                                                       |
|                               | Kiki · Marc · Estrada · Aleix |                            | Forgas · Sandro · Bruno · Forniés                 |                                                       |                                                       |

### Final
El estadio para disputar la definición del torneo será el Nova Creu Alta de Sabadell, decidido así en la reunión celebrada el 21 de enero.
| -          | POR        | Bandera de ?   |  |
| -          | DEF        | Bandera de ?   |  |
| -          | DEF        | Bandera de ?   |  |
| -          | DEF        | Bandera de ?   |  |
| -          | DEF        | Bandera de ?   |  |
| -          | MED        | Bandera de ?   |  |
| -          | MED        | Bandera de ?   |  |
| -          | MED        | Bandera de ?   |  |
| -          | DEL        | Bandera de ?   |  |
| -          | DEL        | Bandera de ?   |  |
| -          | DEL        | Bandera de ?   |  |
| Entrenador | Entrenador | Miguel Álvarez |  |

| -          | POR        | Bandera de ? |  |
| -          | DEF        | Bandera de ? |  |
| -          | DEF        | Bandera de ? |  |
| -          | DEF        | Bandera de ? |  |
| -          | DEF        | Bandera de ? |  |
| -          | MED        | Bandera de ? |  |
| -          | MED        | Bandera de ? |  |
| -          | MED        | Bandera de ? |  |
| -          | DEL        | Bandera de ? |  |
| -          | DEL        | Bandera de ? |  |
| -          | DEL        | Bandera de ? |  |
| Entrenador | Entrenador | Gerard López |  |

| Árbitro:             | Rebollo López |
| Árbitros asistentes: | Bandera de ?  |
| Árbitros asistentes: | Bandera de ?  |
| Cuarto árbitro:      | Bandera de ?  |
| Reporte              |               |

| -          | POR        | Bandera de ?   |  |
| -          | DEF        | Bandera de ?   |  |
| -          | DEF        | Bandera de ?   |  |
| -          | DEF        | Bandera de ?   |  |
| -          | DEF        | Bandera de ?   |  |
| -          | MED        | Bandera de ?   |  |
| -          | MED        | Bandera de ?   |  |
| -          | MED        | Bandera de ?   |  |
| -          | DEL        | Bandera de ?   |  |
| -          | DEL        | Bandera de ?   |  |
| -          | DEL        | Bandera de ?   |  |
| Entrenador | Entrenador | Miguel Álvarez |  |

| -          | POR        | Bandera de ? |  |
| -          | DEF        | Bandera de ? |  |
| -          | DEF        | Bandera de ? |  |
| -          | DEF        | Bandera de ? |  |
| -          | DEF        | Bandera de ? |  |
| -          | MED        | Bandera de ? |  |
| -          | MED        | Bandera de ? |  |
| -          | MED        | Bandera de ? |  |
| -          | DEL        | Bandera de ? |  |
| -          | DEL        | Bandera de ? |  |
| -          | DEL        | Bandera de ? |  |
| Entrenador | Entrenador | Gerard López |  |

| Árbitro:             | Rebollo López |
| Árbitros asistentes: | Bandera de ?  |
| Árbitros asistentes: | Bandera de ?  |
| Cuarto árbitro:      | Bandera de ?  |
| Reporte              |               |